# Kanzel (Kirchhaslach)

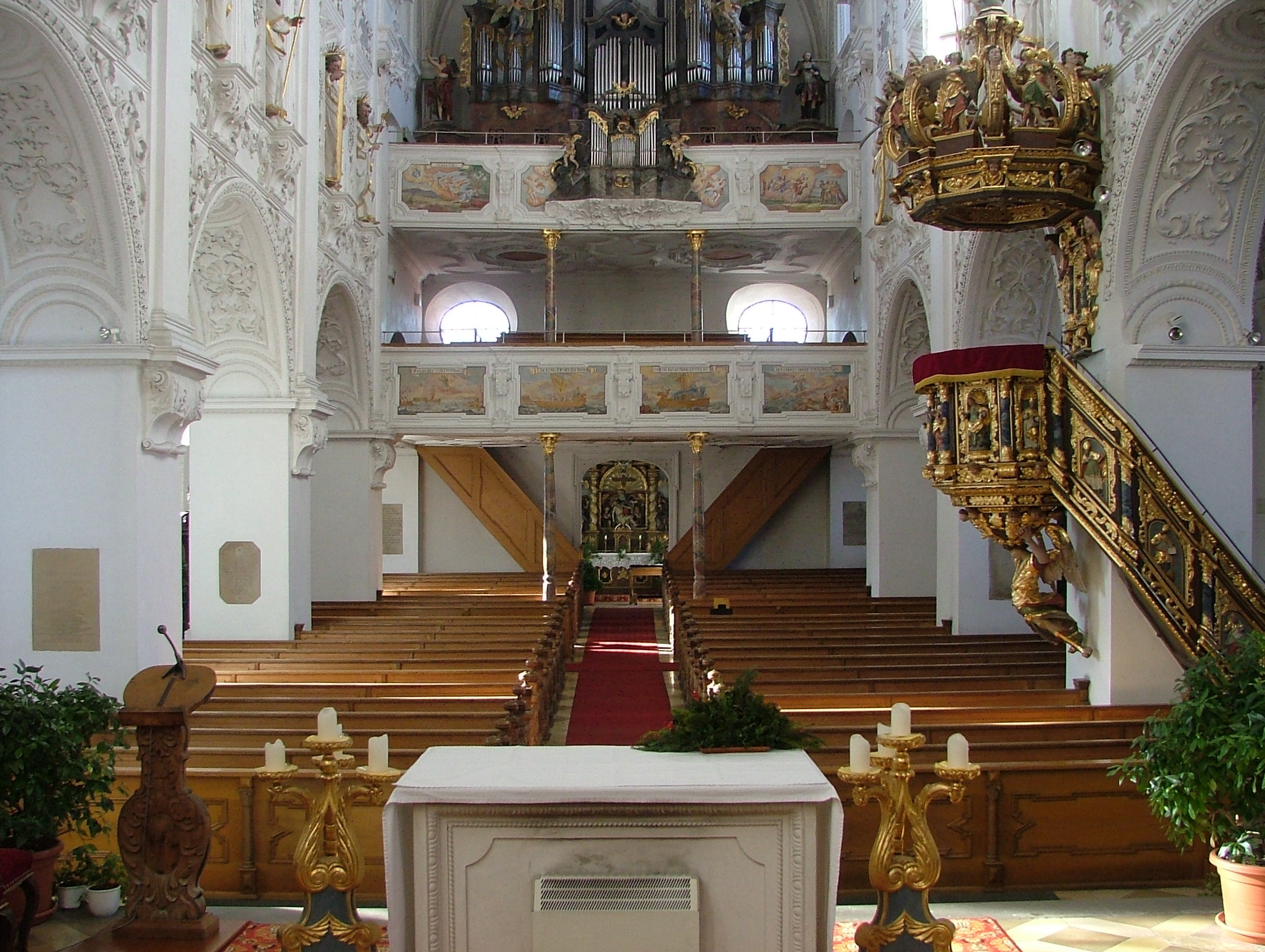
Kanzel in Kirchhaslach

Die Kanzel in der katholischen Kirche Mariä Himmelfahrt in Kirchhaslach, einer  Gemeinde im Landkreis Unterallgäu im bayerischen Regierungsbezirk Schwaben, wurde 1680/81 geschaffen. Die barocke Kanzel ist als Teil der Kirchenausstattung ein geschütztes Baudenkmal.
Die hölzerne Kanzel wurde vom Schreiner Balthasar Eberle von Neuffen gefertigt, die Figuren stammen vom Bildhauer Johann Ludwig Ertinger aus Kempten. Ein Trageengel stützt von unten den oktogonalen, durch Säulen gegliederten Kanzelkorb. Er ist mit Statuetten des Salvator Mundi und der Evangelisten in Muschelnischen geschmückt. In der schmäleren Nische der Ostseite steht die Skulptur des Papstes Gregor des Großen, die thematisch zu den Kirchenväterreliefs der Kanzeltreppe gehört. 
Auf dem ausladenden, mit Voluten besetzten Schalldeckel steht auf einer Krone die Immaculata und ein Engel mit Mariensymbolen.

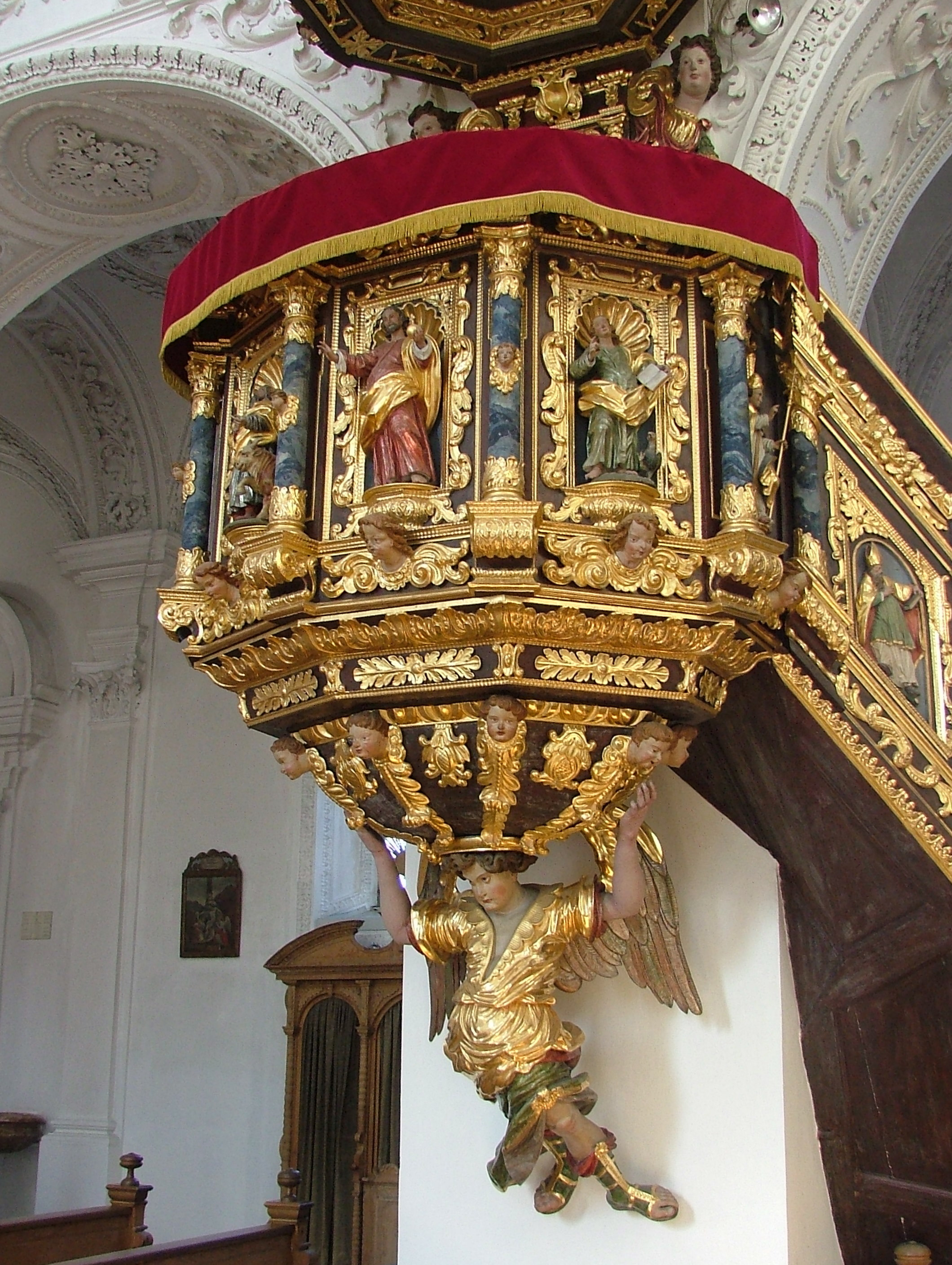
Trageengel und Kanzelkorb
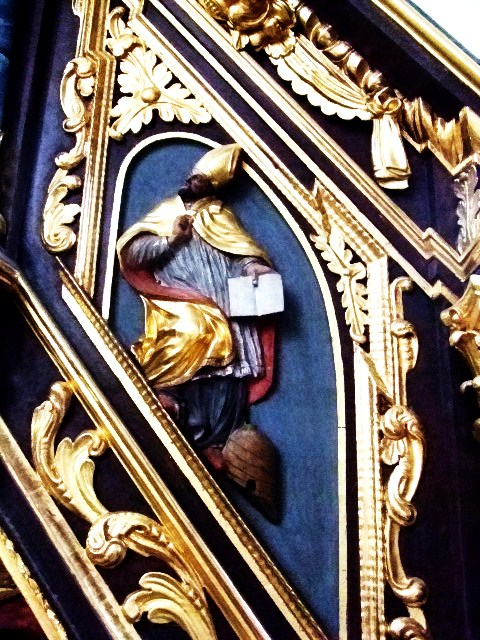
Kanzeltreppe